# Осада Смедерева
Осада Смедерево — штурм крепости Смедерево Мехмедом II во время его четвёртой сербской кампании.

## Предпосылки
В начале 1458 года вновь возник сербский вопрос, и сербы разделились во мнениях относительно его решения. Большая группа правителей встала на сторону османов. Понимая, что они не смогут долго продержаться, они предпочли османское правление господству венгров.
Когда османское правительство узнало об этих событиях, оно решило окончательно урегулировать сербский вопрос. В 1458 году, когда султан направлялся в Морейскую экспедицию, он дал Махмуду 1000 янычар и отправил их в Сербию.
Захватив несколько важных замков вокруг Смедерево, Махмуд-паша осадил Смедерево и взял внешние стены, но не смог взять главный замок и снял осаду.

## Осада
Османской империи требовалось захватить Смедерево, чтобы Сербия стала полноценной турецкой провинцией. По этой причине Мехмед в 1459 году прибыл в Софию, чтобы лично захватить Смедерево, и оттуда двинулся на Сербию. Во время путешествия султану помогали сербы. Когда он появился перед Смедерево, сербы отправили султану ключи от замка и попросили его о защите. В сложившейся ситуации сербский деспот Стефан Томашевич был вынужден отступить вместе с венгерскими солдатами в начале июля 1459 года.

## Последствия
Падение Смедерево привело к капитуляции всех небольших крепостей на севере Сербии. К концу 1459 года вся Сербия оказалась под контролем Мехмеда, а около 200 000 сербов попали в плен. Так началось более чем 400-летнее османское владычество.
Смедерево стало санджаком. После этого крепость Смедерево стала базой для набегов на Венгрию вплоть до захвата Белграда.